# Classe T-43
La classe T-43 (nome in codice NATO delle unità progetto 254) era un gruppo di dragamine costruiti per la marina sovietica tra gli anni cinquanta e sessanta.
La specifica del progetto fu emessa nel 1946, ed il progetto fu approvato nel 1948. Le navi erano costruite con lo scafo in acciaio smagnetizzato, ma furono previste delle specifiche contromisure per la riduzione della traccia elettrica o acustica.

## Esemplari costruiti
La produzione complessiva ammonta a 178 esemplari, costruiti soprattutto presso i cantieri navali di Kamyš Borun (Kerč') e Ižora (Leningrado, oggi San Pietroburgo).
- Progetto 254: versione base.
- Progetto 254K: versione realizzata nel 1952. Prevedeva un nuovo apparato per la guerra di mine, equipaggiato con un radar.
- Progetto 254M: realizzata nel 1955. Versione equipaggiata con un sistema automatico spazzamine di profondità, rilevatori acustici e magnetici ed eliche a passo variabile. Inoltre, anche l'armamento era stato potenziato, grazie all'utilizzo di moderni mortai ASW e all'utilizzo di cannoni da 25 mm al posto di quelli da 12,7.
- Progetto 254A: realizzata nel 1957. Versione equipaggiata con protezione NBC (era stato ricavato uno spazio centrale pressurizzato in modo da riparare l'equipaggio dalle radiazioni in caso di esplosione nucleare).
- Progetto 254PGR: versione da sorveglianza radar (radar picket, ovvero “picchetto radar”) equipaggiata con un'installazione radar del tipo Knife Rest o Big Net. La conversione riguardò venti esemplari a partire dal 1956.
- Progetto 513: versione da sorveglianza realizzata per il servizio marittimo del KGB.
- Progetto 513M: versione per le missioni di monitoraggio acustico. Conosciuta anche con il nome in codice NATO di T-43 Mod.

## Esportazioni
- Algeria: 2 esemplari (1968).
- Albania: 2 esemplari (1960).
- Bulgaria: 3 esemplari (1953).
- Cina: 4 esemplari (1955), oltre ad ulteriori 20 costruiti su licenza come Tipo 010.
- Cuba: 3 esemplari.
- Egitto: 7 esemplari (1962)
- Guinea: 1 esemplare (1979)
- Indonesia: 6 esemplari (1962)
- Iraq: 2 esemplari (1969)
- Polonia: 12 esemplari costruiti su licenza
- Siria: 2 esemplari.

La marina sovietica ha ritirato tutte le unità in servizio attivo nel 1990. Tuttavia, dovrebbero rimanere operativi alcuni esemplari per missioni di monitoraggio acustico o di ricerca.